# Quercus eplingii
Quercus eplingii är en bokväxtart som beskrevs av Cornelius Herman Müller. Quercus eplingii ingår i släktet ekar, och familjen bokväxter.
Artens utbredningsområde är Kalifornien. Inga underarter finns listade.